# Zancleopsis symmetrica
Zancleopsis symmetrica är en nässeldjursart som beskrevs av Bouillon 1985. Zancleopsis symmetrica ingår i släktet Zancleopsis och familjen Zancleopsidae. Inga underarter finns listade i Catalogue of Life.